# NGC 6651
NGC 6651 is een spiraalvormig sterrenstelsel in het sterrenbeeld Draak. Het hemelobject werd op 18 juni 1884 ontdekt door de Amerikaanse astronoom Lewis A. Swift.

## Synoniemen
- UGC 11236
- MCG 12-17-22
- ZWG 340.44
- IRAS 18250+7134
- PGC 61836